# Мостувка (Воломінський повіт)
Мостувка (пол. Mostówka) — село в Польщі, у гміні Воломін Воломінського повіту Мазовецького воєводства.
Населення — 189 осіб (2011).
У 1975-1998 роках село належало до Варшавського воєводства.

## Демографія
Демографічна структура станом на 31 березня 2011 року:
|          | Загалом | Допрацездатний вік | Працездатний вік | Постпрацездатний вік |
| -------- | ------- | ------------------ | ---------------- | -------------------- |
| Чоловіки | 92      | 19                 | 64               | 9                    |
| Жінки    | 97      | 29                 | 55               | 13                   |
| Разом    | 189     | 48                 | 119              | 22                   |